# Stig Claesson
Stig Claesson (Huddinge, 2 giugno 1928 – Stoccolma, 4 gennaio 2008) è stato uno scrittore svedese.
Studia all'Accademia delle Belle Arti. Il suo temperamento artistico non viene meno nel corso della sua vita: alterna, infatti, l'attività di disegnatore (che lascia profonde tracce anche nel suo stile particolarmente dotato di qualità visiva) e quella di scrittore. Al centro della sua produzione, che si compone principalmente di romanzi ma anche di racconti e saggi, è spesso la Svezia con le sue usanze e le sue particolarità.

## Opere
- Berättelse från Europa, 1956
- Från Nya världen, 1961
- Supportern, 1962
- Bönder, 1963
- Flickor, 1967
- Döden heter Konrad, 1967
- Istället för telegram Finland 50 år, tillsammans med Jens Hildén, 1967
- 21 berättelser, 1968
- Vem älskar Yngve Frej, 1968; filmatiserad 1973
- Brev till en hembygdsgård, 1974
- Stockholmsbilder, med ill. av Svenolov Ehrén, 1975
- Om vänskap funnes, 1981
- Ugnstekt gädda, 1964
- Västgötalagret, 1965
- En Stockholmsbok, 1966
- På palmblad och rosor, 1975
- Bättre kan det inte sägas, 1976
- Om vänskap funnes, 1981
- De tio budorden, 1984
- Blues för Mr Shelley, 1992
- Det lyckliga Europa, 2001
- Efter oss syndafloden, 2002
- Följ Alltid Cecilias Exempel, 2003
- Sov du så diskar jag, 2004
- Liv och kärlek, 2005
- Sekonderna lämnar ringen, 2005
- God natt fröken Ann, 2006

In italiano
- Chi si ricorda di Yngve Frej ("Vem älskar Yngvwe Frej", 1968, trad. it. 1993) Iperborea (ISBN 88-7091-035-0)